# Режим Ван Цзинвэя
Режим Ван Цзинвэя, официальное название — Китайская республика (точно такое же, как у государства, возглавляемого Чан Кайши) — марионеточное государство на оккупированной Японией территории Китая, существовавшее в 1940—1945 годах. В советской, а затем и в русской исторической литературе его называют «центральным правительством».

## История
Во время японо-китайской войны после оккупации значительной части маньчжурской и китайской территории японцы столкнулись с проблемой управления этими землями. К тому же Япония была не готова к затяжному характеру войны. Гигантские размеры оккупированной зоны не соответствовали военным возможностям Токио. Рассчитывая создать механизм политического контроля над захваченной территорией, оккупанты пошли на создание местных марионеточных китайских властей. 14 декабря 1937 года в Пекине было провозглашено создание «временного правительства Китайской республики» во главе с Ван Кэминем, 28 марта 1938 года в Нанкине было создано «реформированное правительство Китайской республики» во главе с Лян Хунчжи.
Ван Цзинвэй, будучи одним из лидеров партии Гоминьдан, встал во время войны на прояпонские позиции и в декабре 1938 года бежал из Чунцина (где размещалась временная столица Китайской республики) в Ханой, на территорию Французского Индокитая, где 29 декабря 1938 года предложил начать с Японией переговоры о мире. Будучи раненым китайскими агентами, он три месяца спустя перебрался в контролируемый японцами Шанхай, где вступил в переговоры с японскими властями. В январе 1940 года ряд членов ЦИК Гоминьдана (Ван Цзинвэй, Чэнь Гунбо, Чжоу Фохай, Тао Сишэн и др.) провели совещание в Циндао, где разработали предложения о «воссоздании» гоминьдановского правительства. 30 марта 1940 года было торжественно объявлено о создании «центрального правительства» в Нанкине, исполняющим обязанности председателя которого стал Ван Цзинвэй; «временное правительство Китайской республики» и «реформированное правительство Китайской республики» были распущены, чтобы подчеркнуть общенациональный характер нового нанкинского правительства.
Правительство Ван Цзинвэя опубликовало декларацию, в которой призывало чунцинское правительство и армию прекратить военные действия и объединиться для борьбы с коммунизмом, признавало «новый порядок в Восточной Азии». Японцы помогли «центральному правительству» в создании собственной армии, которая должна была взять на себя бремя умиротворения японского тыла. Коллаборационистская китайская армия на две трети состояла из разгромленных и сдавшихся в плен гоминьдановских частей, её численность составила около 800 тысяч человек; возглавили её бывшие гоминьдановские генералы, перешедшие на сторону захватчиков или добровольно сдавшиеся в плен.
Перед новыми союзниками японцы ставили две основные задачи: первая — оказывать политический нажим на Чунцин, добиться прекращения его сопротивления на общей антикоммунистической платформе (именно на эту цель были ориентированы декларация нового правительства, оставление вакантным поста председателя правительства, роспуск пекинского правительства и т. п.), вторая — создать аппарат «умиротворения» японского тыла.

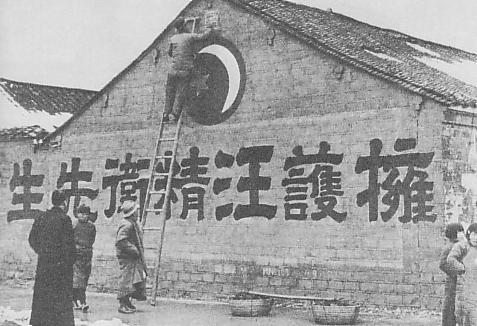
Лозунг «Защитим Ван Цзинвэя!»

Стремясь укрепить позиции своих марионеток, помочь им найти какую-то социальную базу, оккупанты были вынуждены пойти на некоторые уступки имущим слоям оккупированных районов Китая. В 1941 году японское правительство даже запретило военным властям конфисковывать имущество коллаборационистов, а также приняло решение поощрять предпринимательскую деятельность китайской буржуазии.
После начала войны на Тихом океане японское правительство попыталось привлечь нанкинское правительство к проведению своей агрессивной политики, а с этой целью поднять его международный авторитет. В декабре 1942 года в Токио приняли решение отказаться от неравноправных договоров и соглашений с Китаем, что, по замыслу организаторов этой акции, должно было произвести соответствующий политический эффект как на Китай, так и на колониальные страны Азии. На основе этого решения 9 января 1943 года между Токио и Нанкином было заключено соглашение о возвращении сеттльментов, об отмене права экстерриториальности и т. п. унизительных для Китая ограничений. «Благодарное» правительство Ван Цзинвэя в свою очередь заявило о вступлении Китая в Тихоокеанскую войну на стороне Японии.
После смерти Ван Цзинвэя в ноябре 1944 года исполняющим обязанности главы правительства стал Чэнь Гунбо.

### Население
Численность населения провинций данного государства по оценке министерства внутренних дел Нанкина около 1937—1938 года:
- Цзянсу: 15 804 623
- Аньхой: 23 354 188
- Чжэцзян: 21 230 749

Население главных городов примерно составляло:
- Нанкин: 1 100 000
- Шанхай: 3 703 430 (включая 75 000 иностранцев)
- Ханчжоу: 389 000
- Нинбо: 250 000
- Ханькоу: 804 526 (во время оккупации)

Другие оценки численности населения были иными:
- Шанхай: 3 500 000
- Ханькоу: 778 000

В других источниках за 1940 год сообщалось, что общее число жителей возросло до 182 миллионов.

## Известные личности
- Лян Хунчжи — спикер парламента  и глава правительства Реформированного правительства Китайской республики (1938—1940 гг.)
- Ван Цзинвэй — президент и глава правительства (1940—1944 гг.)
- Чэнь Гунбо — президент и глава правительства после смерти Ван Цзинвэя (1944—1945 гг.)
- Чжоу Фохай — вице-президент и министр финансов (1940—1945 гг.)
- Чу Миньи — посол в Йокогаме, в Японии; министр иностранных дел
- Бао Вэньюэ — министр Вооружённых Сил
- Жэнь Юаньдао — министр Флота
- Сяо Шусюань — глава Генерального штаба
- Ян Куйи — министр департамента по военной подготовке
- Ли Шицунь — глава секретной спецслужбы «Тэву»
- Дин Моцунь — министр гос. безопасности
- Тао Лян — китайский землевладелец и политик
- Тао Сишэн — гоминьданский политик

Мэры Нанкина
- Жэнь Юаньдао (1938—1938)
- Гао Гуаньу (1938—1940)
- Цай Пэй (1940—1942)
- Чжоу Сюэчан (1942—1945)

Иностранные специалисты
- Нобуюки Абэ — японский политический консультант при нанкинской администрации
- Кая Окинори — японский националист, бизнесмен и советник по торговле при нанкинской администрации
- Тэйити Судзуки — консультант по гражданским и военным вопросам при нанкинской администрации

Послы
- Куматаро Хонда — японский посол в Нанкине; советник по гражданским и военным вопросам
- Генрих Георг Штамер — германский посол в Нанкине (19 января 1942 года – 1943)
- Эрнст Вёрман — германский посол в Нанкине (3 августа 1943 года – 8 мая 1945 года)
- Франческо Мария Тальяни де Марчио — итальянский посол в Нанкине (1938 год – 1943 год)